# 大開曼
大開曼（Grand Cayman）是開曼群島三大島嶼之最大者，首府喬治敦即位在大開曼島上。距小開曼75英里（121），距開曼布拉克90英里（140）。該國大約95%的人口都生活在大開曼島上。

## 地理
大開曼是開曼群島三個島嶼中面積最大者（約為196.84平方公里），佔據了開曼群島76%的國土面積，長約22英里（35），最寬處達8英里（13）。
大開曼島的地形為高位珊瑚礁石灰岩，最高海拔大約為60英尺。該島嶼缺乏天然水源（湖泊與河流等），因此僅能透過海水淡化等方法來獲得乾淨水源。然而缺乏河流卻使得附近海域特別乾淨。

## 經濟
大開曼的東側許多地方仍未開發，而開曼群島的首都喬治敦則位於該島西側，當地開發程度較高，並有歐文·羅伯茨國際機場。一些速食餐廳、俱樂部和景點也都集中在該島嶼的西部。
大開曼的經濟高度依賴觀光業，其龐大的產值大約占該島國內生產總值的75%，除了包含著名的「七英里海滩」，島上亦有多處景點。另外，大開曼乃至於整個開曼群島皆以潛水聞名。

大開曼著名景點“七英里海滩”

## 外部連結
- 美國中央情報局（CIA）《World Factbook》前往大開曼 (2006年5月2日)
- Cayman Islands Government（页面存档备份，存于）開曼群島政府網站